# Boris Pilniak
Boris Pilniak (în rusă Борис Андреевич Пилняк, n. 29 septembrie/11 octombrie 1894, Mojaisk⁠(d), Gubernia Moscova⁠(d), Imperiul Rus – d. 21 aprilie 1938, Kommunarka shooting ground⁠(d), RSFS Rusă, URSS) a fost un scriitor rus.